# Charles Norry
Charles Norry (Charenton-le-Pont 1756- 1832) fue un arquitecto, dibujante y escritor francés.
Fue discípulo de Rousset y luego de Wailly a quien acompañó a Rusia, Suiza e Italia. Formó parte de la comisión científica que acompañó a Napoleón a Egipto, debiéndose a su iniciativa la fundación de un instituto en El Cairo y fue luego inspector general del Consejo de construcciones civiles, individuo del comité consultivo  de los edificios de la Corona y jefe de la inspección de los caminos de París.
Perteneció al club del Portique republicain, expuso algunos de sus trabajos en el Salon de 1799, debiéndosele, además, una Relation de l'éxpedition d'Egypte (París, 1799) y varios trabajos de La Décade égytienne (1799-1800)
Publicó notables dibujos en varias obras de viajes.